# EIGHT
EIGHT（エイト）は、日本テレビ・TBSのプロデューサーやディレクターを中心に2015年5月1日設立された独立系制作プロダクションであるえすとの関連会社である。
幅広い人材の発掘と育成を目的として設立された。

## 役員
- 代表取締役会長 : 末武小四郎
- 代表取締役社長 : 大野光浩
- 取締役 : 磯和伸明
- 取締役 : 飯田雅弘
- 監査役 : 外山雄一